# Шрівардхан
Шрівардхан — місто в окрузі Райгад, що в індійському штаті Махараштра.

## Географія
Останнім часом місто перетворилось на курорт разом із містечком Харіхарешвар. Розташований на півострові, Шрівардхан має багато пляжів.

## Історія
Шрівардхан є стародавнім містечком, що має історичне значення. Його відвідував Арджуна Пандав під час свого паломництва. У минулому місто було важливим портом, який добре знали торгівці з Ахмеднагара й Біджапура у XVI та XVII століттях. Також Шрівардхан відомий як місце народження Баладжі Вішванатха.

## Економіка
Більшість жителів міста зайняті рибальством та сільським господарством, але найбільший прибуток дає туристична галузь. Найпопулярніші культури: манго й кокос. У місті багато готелів і пансіонатів.